# Едуард фон Саксония-Алтенбург
Едуард Карл Вилхелм Христиан фон Саксония-Алтенбург (на немски: Eduard Karl Wilhelm Christian von Sachsen-Altenburg; * 3 юли 1804 в Хилдбургхаузен; † 16 май 1852 в Мюнхен) от род Ернестини е принц на Саксония-Хилдбургхаузен и от 1826 г. принц на Саксония-Алтенбург, баварски генерал-лейтенант и командант на конната дивизия на „I. армейски-корп“ в Мюнхен.
Той е най-малкият син на херцог Фридрих фон Саксония-Алтенбург (1763 – 1834) и съпругата му принцеса Шарлота Георгина Луиза фон Мекленбург-Щрелиц (1769 − 1818), дъщеря на херцог Карл II от Мекленбург-Щрелиц и принцеса Фридерика Каролина Луиза фон Хесен-Дармщат. Майка му е сестра на пруската кралица Луиза и на хановерската кралица Фридерика фон Мекленбург-Щрелиц.
Едуард влиза като ритмайстер в баварската войска. Той придружава племенника си Ото I Гръцки в Гърция и става губернатор на Навплио. През 1834 г. той се връща в Бавария. Той е близък приятел със зет си Лудвиг I от Бавария, с когото си пише. От 1843 г. Едуард е председател на „Мюнхенското сдружение против измъчването на животните“.
Сестра му Тереза, съпругата на крал Лудвиг I от Бавария, му помага финансово и той може да си купи къща в Мюнхен.
Едуард умира в Мюнхен и е погребан в княжеската гробница в Алтенбург.

## Фамилия
Едуард фон Саксония-Алтенбург се жени на 25 юли 1835 г. в Зигмаринген Амалия фон Хоенцолерн-Зигмаринген (1815 – 1841), дъщеря на княз Карл фон Хоенцолерн-Зигмаринген (1785 – 1853), с която има децата:
- Тереза (1836 – 1914)

∞ 1864 принц Август Шведски (1831 – 1873), херцог на Даларна, син на крал Оскар I от Швеция
- Антоанета (1838 – 1908)

∞ 1854 херцог Фридрих I фон Анхалт (1831 – 1904)
- Лудвиг (1839 – 1844)
- Йохан (1841 – 1844)

Едуард фон Саксония-Алтенбург се жени втори път на 8 март 1842 г. в Грайц за принцеса Луиза Ройс цу Грайц (1822 – 1875), дъщеря на княз Хайнрих XIX Ройс-Грайц от „старата линия“ и принцеса Гаспарина Рохан-Рошфор. Те имат две деца:
- Алберт (1843 – 1902)

∞ 1. 1885 принцеса Мария Пруска (1855 – 1888)
∞ 2. 1891 херцогиня Хелена фон Мекленбург (1857 – 1936)
- Мария (1845 – 1930)

∞ 1869 княз Карл Гюнтер фон Шварцбург-Зондерсхаузен (1830 – 1909)
Луиза Ройс цу Грайц се омъжва втори път на 27 декември 1854 г. в Грайц за княз Хайнрих IV Ройс-Кьостриц (1821 – 1894).